# Matthias Walden
Matthias Walden (eigentlich Eugen Wilhelm Otto Baron von Saß; * 16. Mai 1927 in Dresden; † 17. November 1984 in Berlin) war ein konservativer deutscher Journalist.

## Leben
Matthias Walden wurde als Eugen Wilhelm Otto Baron von Saß am 16. Mai 1927 in Dresden geboren. Sein Vater betätigte sich als Schriftsteller, allerdings ohne größere Bedeutung zu erlangen. Mit 15 Jahren wurde Walden als Luftwaffenhelfer eingezogen. 1945 absolvierte er das Notabitur am Realgymnasium in Dresden-Blasewitz.
Nach dem Zweiten Weltkrieg volontierte er bei der in Dresden von der Ost-CDU herausgegebenen Tageszeitung Die Union, wurde Leiter der Lokalredaktion und erlebte als Gerichtsreporter, wie gegen Oppositionelle in der SBZ vorgegangen wurde. Als ihm 1950 nach scharfen Angriffen in der SED-Bezirkszeitung Sächsische Zeitung Gruppen der FDJ (Freie Deutsche Jugend) vor dem Redaktionsgebäude auflauerten, mit der Anwendung körperlicher Gewalt drohten und ihn öffentlich verunglimpften („Vorne SA, hinten SS, in der Mitte ein AS, das ist der Herr von SASS“), flüchtete er in die Bundesrepublik Deutschland. Um seine zurückgebliebenen Eltern zu schützen, legte er sich dort das Pseudonym Matthias Walden zu. Der Name ist die Hauptfigur eines Kriminalromans, den er in seiner Kindheit geschrieben hatte.
Zunächst arbeitete Walden einige Monate in der Pressestelle des Ministeriums für gesamtdeutsche Fragen in Bonn. Im Herbst 1950 wurde er Rundfunk-Kommentator beim Berliner RIAS. Sechs Jahre später wechselte er zum SFB, wo er zum stellvertretenden Chefredakteur und zum Chefkommentator aufstieg. Dort war er bis Ende der 1970er Jahre tätig. Zudem trat er ab Mitte der 1960er Jahre als Kolumnist für die Illustrierte Quick in Erscheinung. 1980 wurde Walden Mitherausgeber der Tageszeitung Die Welt und war von Axel Springer als dessen Nachfolger in der Konzernleitung vorgesehen.
In seinen Reportagen setzte sich Walden oft mit der Teilung Deutschlands und der Teilung Berlins auseinander, die er nie als endgültiges Faktum auffasste. Er bemühte sich auch, das Bewusstsein der Öffentlichkeit gegenüber den Menschenrechtsverletzungen in der DDR ständig wachzuhalten.
Sein Lebensziel war die Wiedervereinigung Deutschlands. Dafür engagierte er sich auch politisch, indem er den Bund Freies Deutschland (BFD) bei der Wahl zum Berliner Abgeordnetenhaus 1975 unterstützte. Darüber hinaus war er in der Arbeitsgemeinschaft 13. August e. V. aktiv.
Die von Willy Brandt und Egon Bahr nach dem Bau der Berliner Mauer konzipierte Neue Ostpolitik lehnte Walden entschieden ab. In Anspielung auf die Formel „Wandel durch Annäherung“ bezeichnete er die Entspannungspolitik der sozialliberalen Regierung als „Wandel durch Anbiederung“, da Verhandlungen mit der DDR-Führung seiner Ansicht nach zu deren Aufwertung führten.
Ebenso bezog Walden Stellung gegen die 68er-Bewegung und den aus ihr hervorgegangenen Terrorismus. Am 21. November 1974 sprach er in einem Fernsehkommentar zur Ermordung des Berliner Kammergerichtspräsidenten Günter von Drenkmann davon, der „Boden der Gewalt“ sei „durch den Ungeist der Sympathie mit den Gewalttätern gedüngt“ worden und warf dem Schriftsteller Heinrich Böll mit teils falschen, teils ungenauen oder aus dem Zusammenhang gerissenen Zitaten vor, den Rechtsstaat als „Misthaufen“ bezeichnet und gesagt zu haben, er sehe nur „Reste verfaulender Macht, die mit rattenhafter Wut verteidigt“ würden; Böll habe diesen Staat zudem beschuldigt, die Terroristen „in gnadenloser Jagd“ zu verfolgen. Bölls Klage gegen Walden und den Sender Freies Berlin auf 100.000 DM Schmerzensgeld wurde vom Bundesgerichtshof in dritter Instanz zunächst abgewiesen. Nachdem das Bundesverfassungsgericht diese Entscheidung am 3. Juni 1980 aufgehoben hatte, sprach der Bundesgerichtshof Böll am 1. Dezember 1981 40.000 DM zu, bürdete ihm entsprechend aber auch 60 % der Verfahrenskosten auf.
Matthias Walden starb 1984 im Alter von 57 Jahren an Krebs. Sein Grab befindet sich auf dem Waldfriedhof Dahlem.

## Veröffentlichungen
- ost blind – west blind. Verlag Ernst Staneck, Berlin 1963.
- Kassandra Rufe. Deutsche Politik in der Krise. Verlag Langen Müller, München, Wien 1975.
- Die Fütterung der Krokodile. Ansichten. Einsichten. Verlag Langen Müller, München, Wien 1980.
- Wenn Deutschland rot wird. Herbig Verlag, München 1983.
- Von Wölfen und Schafen. Eine Auswahl zeitkritischer Kommentare aus zwei Jahrzehnten. Ullstein-Verlag, Frankfurt/M., Berlin, Wien 1983.

### Fernseh-Reportagen
- Berlin 9 Uhr 37. SFB, 1959.
- Die Mauer. SFB, 1961.
- Stacheldraht. SFB, 1961.
- Einige Tage im Leben des Franz-Josef Strauß. SFB, 1967.
- Einige Tage im Leben des Willy Brandt. SFB, 1968.
- Eine Berlinerin – Hildegard Knef. SFB, 1968.
- Die Teilung einer Nation. SFB, 1975.

## Auszeichnungen
- 1961: Jakob-Kaiser-Preis
- 1968: Bundesverdienstkreuz am Bande
- 1972: Konrad-Adenauer-Preis der Deutschland-Stiftung für Publizistik
- 1975: Goldene Kamera
- 1978: Ehrenplakette des Bundes der Vertriebenen